# President d'Extremadura
El President d'Extremadura, segons l'Estatut d'Autonomia d'Extremadura de 1983, és el càrrec que presideix la Junta d'Extremadura, dirigeix la seva activitat, i coordina l'Administració de la comunitat autònoma d'Extremadura, així com designa, separa i cessa els seus consellers. A nivell representatiu ostenta el màxim estatus a la Junta i un rang ordinari de l'Estat a la comunitat autònoma. És escollit entre els membres de l'Assemblea d'Extremadura i és nomenat pel rei d'Espanya.
Des de les primeres eleccions democràtiques, fins ara, incloent els que governaren abans d'entrar en vigor l'estatut d'autonomia, han estat:
| No. | Nom                          | Inici | Fi   | Partit |
| --- | ---------------------------- | ----- | ---- | ------ |
| 1.  | Luís Jacinto Ramallo García  | 1978  | 1980 | UCD    |
| 2.  | Manuel Bermejo Hernández     | 1980  | 1982 | UCD    |
| 3.  | Juan Carlos Rodríguez Ibarra | 1982  | 2007 | PSOE   |
| 4.  | Guillermo Fernández Vara     | 2007  | 2011 | PSOE   |
| 5.  | José Antonio Monago Terraza  | 2011  | 2015 | PP     |
| 6.  | Guillermo Fernández Vara     | 2015  | 2023 | PSOE   |
| 7.  | María Guardiola Martín       | 2023  |      | PP     |